# Скијавона (Ферара)
Скијавона је насеље у Италији у округу Ферара, региону Емилија-Ромања.
Према процени из 2011. у насељу је живело 142 становника. Насеље се налази на надморској висини од 11 м.